# Manabu Ikeda
Manabu Ikeda (池田 学?, Ikeda Manabu; Prefettura di Osaka, 3 luglio 1980) è un ex calciatore giapponese, di ruolo difensore.